# Constantia (Schriftart)
Constantia ist eine Serifenschriftart der ClearType Font Collection, die Microsoft für das Betriebssystem Windows Vista entwickelte. Sie ist in erster Linie für Fließtexte in Print- und elektronischen Medien gedacht.
Neben den weiteren neuen Schriftarten Calibri, Cambria, Candara, Consolas und Corbel ist die Schrift im Lieferumfang von Microsoft Office seit der Windows-Version 2007 bzw. der Mac-OS-X-Version 2008 enthalten, ebenso in den kostenlosen Programmen PowerPoint Viewer 2007 und Open XML File Format Converter für Mac. Die Schriften bleiben auch nach Deinstallation dieser Programme erhalten.